# 1821
| [ Edytuj tabelę ]              | |
| Król Polski (tytularny)        | - 1815 Aleksander I Romanow 1825 |
| Emir Afganistanu               | - 1819 Ajub Szah Durrani 1823 - 1818 Al-Rajuo Ballaha 1842                                                                           |
| Współksiążęta Andory           | - 1817 Bernat Francés y Caballero 1824 - 1815 Ludwik XVIII 1824                                                                      |
| Cesarz Austrii                 | - 1804 Franciszek II Habsburg 1835                                                                                                   |
| Król Bawarii                   | - 1805 Maksymilian I Józef 1825 |
| Sułtan Brunei                  | - 1807 Muhammad Kanzul Alam 1829 |
| Cesarz Chin                    | - 1820 Daoguang 1850 |
| Król Czech                     | - 1792 Franciszek II Habsburg 1835                                                                                                   |
| Król Danii                     | - 1808 Fryderyk VI 1839 |
| Dalajlama                      | - 1816 Cultrim Gjaco 1837 |
| Władca Egiptu                  | - 1805 Muhammad Ali 1848 |
| Premier Francji                | - 1820 Armand-Emmanuel du Plessis 1821 - 1821 Jean-Baptiste de Villèle 1828                                                          |
| Król Francji                   | - 1815 Ludwik XVIII 1824 |
| Prezydent Haiti                | - 1818 Jean-Pierre Boyer 1843 |
| Król Hawajów                   | - 1819 Kamehameha II 1824 |
| Król Hiszpanii                 | - 1813 Ferdynand VII 1833 |
| Król Holandii                  | - 1815 Wilhelm I 1840 |
| Szach Iranu                    | - 1797 Fath Ali Szah 1834 |
| Państwo Wielkich Mogołów       | - 1806 Akbar Szah II 1837 |
| Król Irlandii                  | - 1820 Jerzy IV Hanowerski 1830 |
| Cesarz Japonii                 | - 1817 Ninkō 1846 |
| Kalif                          | - 1808 Mahmud II 1839 |
| Prezydent Kolumbii             | - 1819 Francisco de Paula Santander 1823                                                                                             |
| Patriarcha Konstantynopola     | - 1818 Grzegorz V 1821 - 1821 Eugeniusz II 1822                                                                                      |
| Władca Korei                   | - 1800 Sunjo 1834 |
| Emir Kuwejtu                   | - 1814 Dżabir I 1859 |
| Książę Liechtensteinu          | - 1805 Jan I 1836 |
| Wielki książę Luksemburga      | - 1815 Wilhelm I 1840 |
| Sułtan Maroka                  | - 1792 Maulaj Sulajman 1822 |
| Prezydent Meksyku              | - 1821 Agustín de Iturbide 1822 |
| Książę Monako                  | - 1819 Honoriusz V 1841 |
| Król Nawarry                   | - 1814 Ludwik XVIII 1824 |
| Król Nepalu                    | - 1816 Rajendra 1847 |
| Premier Nepalu                 | - 1806 Bhimsen Thapa 1837 |
| Król Norwegii                  | - 1818 Karol III Jan 1844 |
| Sułtan Omanu                   | - 1807 Sa’id ibn Sultan 1856 |
| Papież                         | - 1800 Pius VII 1823 |
| Konsul Paragwaju               | - 1814 José Gaspar Rodríguez de Francia 1840                                                                                         |
| Książę Parmy i Piacenzy        | - 1814 Maria Ludwika 1847 |
| Prezydent Peru                 | - 1821 José de San Martín 1822 |
| Król Portugalii                | - 1816 Jan VI 1826 |
| Król Prus                      | - 1797 Fryderyk Wilhelm III 1840 |
| Car Rosji                      | - 1801 Aleksander I 1825 |
| Król Saksonii                  | - 1806 Fryderyk August I 1827 |
| Kapitanowie Regenci San Marino | - 1820 Camillo Bonelli Marino Berti 1821 - 1821 Antonio Onofri Pier Vincenzo Giannini 1821 - 1821 Giuliano Malpeli Pietro Berti 1822 |
| Książę Serbii                  | - 1815 Miłosz I Obrenowić 1839 |
| Król Sardynii                  | - 1802 Wiktor Emanuel I 1821 - 1821 Karol Feliks 1831                                                                                |
| Król Szwecji                   | - 1818 Karol XIV Jan 1844 |
| Król Tajlandii                 | - 1809 Buddha Loetla Nabhalai 1824                                                                                                   |
| Sułtan Turków                  | - 1808 Mahmud II 1839 |
| Prezydent USA                  | - 1817 James Monroe 1825 |
| Król Węgier                    | - 1792 Franciszek 1835 |
| Monarcha Wielkiej Brytanii     | - 1820 Jerzy IV 1830 |
| Premier Wielkiej Brytanii      | - 1812 Robert Jenkinson 1827 |
| Cesarz Wietnamu                | - 1820 Minh Mạng 1841 |
| Prezydent Wielkiej Kolumbii    | - 1819 Simón Bolívar 1830 |

Rok 1821 / MDCCCXXI
stulecia: XVIII wiek ~
XIX wiek ~
XX wiek

dziesięciolecia:
1790–1799 •
1800–1809 •
1810–1819 •
1820–1829
• 1830–1839
• 1840–1849
• 1850–1859

lata: 1811 «
1816 «
1817 «
1818 «
1819 «
1820 «
1821
» 1822
» 1823
» 1824
» 1825
» 1826
» 1831

## Wydarzenia w Polsce
- 1 stycznia – ukazał się pierwszy numer „Kuriera Warszawskiego”.
- 30 marca – zawarcie umowy zgierskiej - początek tworzenia okręgu przemysłu włókienniczego w okolicy Łodzi.
- 1 maja – Walerian Łukasiński założył Towarzystwo Patriotyczne.
- 16 lipca – papież Pius VII bullą De salute animarum połączył unią personalną archidiecezję gnieźnieńską z nowo wyniesioną do rangi archidiecezji diecezją poznańską.
- Diecezja wrocławska przestała podlegać archidiecezji gnieźnieńskiej i została podporządkowana Stolicy Apostolskiej. Dekanat bytomski i pszczyński wyłączono z diecezji krakowskiej i włączono do diecezji wrocławskiej.
- Likwidacja żydowskich kahałów w Królestwie Polskim. Powstawały dozory bożnicze.

## Wydarzenia na świecie
- 24 lutego – w Rzymie odbyła się premiera opery Matilde di Shabran Gioacchino Rossiniego.
- 5 marca – prezydent USA James Monroe został zaprzysiężony na drugą kadencję. Uroczystość została opóźniona o dzień z powodu złej pogody.
- 12 marca – Karol Feliks został królem Sardynii.
- 25 marca – Grecja ogłosiła niepodległość (od Imperium Osmańskiego).
- 5 kwietnia:
  - w Portugalii zniesiono trybunały inkwizycyjne.
  - po ponad 4 miesiącach dryfowania w szalupach, uratowano pozostających przy życiu rozbitków z zatopionego przez kaszalota statku wielorybniczego Essex. Zdarzenie to zainspirowało Hermana Melville’a do napisania powieści Moby Dick.
- 21 kwietnia – czteroletni Pōmare III został koronowany na króla Tahiti.
- 1 maja – w USA wykonano pierwszy wyrok śmierci poprzez zastrzyk trucizny.
- 8 maja – wojna o niepodległość Grecji: zwycięstwo greckich powstańców nad wojskami tureckimi w bitwie pod Gravią.
- 25 maja – Klemens Lothar von Metternich został kanclerzem Cesarstwa Austrii.
- 3 czerwca – Gigar został cesarzem Etiopii.
- 14 czerwca – armia egipska zakończyła istnienie sułtanatu Sannar w dzisiejszym Sudanie.
- 18 czerwca – w Berlinie odbyła się prapremiera opery Wolny strzelec Carla von Webera.
- 24 czerwca – wojska Simóna Bolívara zwyciężyły w bitwie o Carabobo, będącej ostatecznym rozstrzygnięciem wojny o niepodległość Wenezueli.
- 17 lipca – Hiszpania sprzedała Florydę Stanom Zjednoczonym.
- 19 lipca – Jerzy IV został koronowany na króla Wielkiej Brytanii.
- 28 lipca – José de San Martín i jego oddziały wyzwoliły Peru.
- 10 sierpnia – USA: Missouri jako 24 stan dołączyło do Unii.
- 24 sierpnia – podpisano układ z Cordoby, w którym Hiszpania przyznała niepodległość Meksykowi.
- 15 września – Kostaryka, Gwatemala, Honduras, Nikaragua i Salwador proklamowały niepodległość.
- 23 września – wojna o niepodległość Grecji: wojska greckie zdobyły miasto Tripoli na Peloponezie i dokonały masakry 32 tysięcy Turków i Żydów.
- 27 września – Meksyk uzyskał niepodległość od Królestwa Hiszpanii.
- 8 października – został ustanowiony Order Słońca Peru.
- 28 listopada – Panama proklamowała niepodległość od Hiszpanii.
- 1 grudnia – Dominikana zadeklarowała niepodległość.
- 10 grudnia – w Santiago otwarto Cmentarz Generalny, będący chilijską nekropolią narodową.
- Miało miejsce powstanie na Wołoszczyźnie pod wodzą Tudora Vladimirescu.
- Powstaje republika federacyjna Wielkiej Kolumbii w północnej części Ameryki Południowej.

## Urodzili się
- 16 stycznia – John Cabell Breckinridge, amerykański polityk, wiceprezydent USA (zm. 1875)
- 18 stycznia – Antoni Petruszewicz, polski duchowny greckokatolicki, historyk, filolog, polityk (zm. 1913)
- 3 lutego - Elizabeth Blackwell, brytyjska lekarka, feministka, abolicjonistka (zm. 1910)
- 17 lutego - Lola Montez, niemiecka tancerka, aktorka, kurtyzana pochodzenia irlandzkiego (zm. 1865)
- 26 lutego – Aleksander Gintowt-Dziewałtowski, polski duchowny katolicki, arcybiskup mohylewski (zm. 1889)
- 12 marca – John Abbott, kanadyjski polityk, premier Kanady (zm. 1893)
- 13 marca – Hermann Gruson, niemiecki inżynier-mechanik, wynalazca i przedsiębiorca (zm. 1895)
- 17 marca – Józef Abelewicz, polski duchowny katolicki, pedagog (zm. 1882)
- 18 marca – Heinrich Eduard Heine, niemiecki matematyk, autor twierdzenia Heinego-Borela (zm. 1881)
- 19 marca – Richard Francis Burton, brytyjski żołnierz, dyplomata, lingwista, pisarz, podróżnik i odkrywca (zm. 1890)
- 26 marca – Ernst Engel, niemiecki statystyk i ekonomista (zm. 1896)
- 31 marca – Fritz Müller, niemiecki biolog (zm. 1897)
- 9 kwietnia – Charles Baudelaire, francuski poeta okresu romantyzmu (zm. 1867)
- 12 kwietnia:
  - Carl Bergmann, amerykański dyrygent i wiolonczelista (zm. 1876)
  - Adonijah Welch, amerykański pedagog, prawnik, psycholog, socjolog, polityk, senator ze stanu Floryda (zm. 1889)
- 26 kwietnia – Józef Sampedro, hiszpański dominikanin, misjonarz, biskup, męczennik, święty katolicki (zm. 1858)
- 14 maja – Ferdynand Maria Baccilieri, włoski duchowny katolicki, błogosławiony (zm. 1893)
- 16 maja – Pafnutij L. Czebyszew (ros. Пафнутий Львович Чебышёв), rosyjski matematyk (zm. 1894)
- 17 maja – Sebastian Kneipp, niemiecki ksiądz, prekursor wodolecznictwa (zm. 1897)
- 26 maja - Amalie Dietrich, niemiecka botanik, zoolog, badaczka Australii (zm. 1891)
- 21 lipca – Bernard Bernard, francuski duchowny katolicki, misjonarz, prefekt apostolski Norwegii i Laponii (zm. 1895)
- 25 lipca – Paweł Józef Nardini, niemiecki ksiądz, błogosławiony katolicki (zm. 1862)
- 15 sierpnia – Maria del Transito od Jezusa Sakramentalnego, zakonnica, błogosławiona katolicka (zm. 1885)
- 21 sierpnia – Andrzej Kim Tae-gŏn, pierwszy ksiądz katolicki pochodzenia koreańskiego, męczennik, święty katolicki (zm. 1846)
- 17 września - Julian Horain, polski pisarz, publicysta (zm. 1883)
- 24 września – Cyprian Kamil Norwid, polski poeta, prozaik, dramatopisarz, eseista, grafik, rzeźbiarz, malarz i filozof (zm. 1883)
- 2 października – Alexander Peter Stewart, amerykański generał (zm. 1908)
- 17 października – Alexander Gardner, szkocki fotograf działający głównie w USA (zm. 1882)
- 11 listopada – Fiodor Dostojewski (ros. Фёдор Михайлович Достоевский), rosyjski pisarz (zm. 1881)
- 11 grudnia – Karol od św. Andrzeja, holenderski pasjonista, święty katolicki (zm. 1893)
- 12 grudnia – Gustave Flaubert, francuski pisarz (zm. 1880)
- 22 grudnia – Ephraim King Wilson, amerykański polityk, senator ze stanu Maryland (zm. 1891)
- data dzienna nieznana: 
  - Wawrzyniec Bai Xiaoman, chiński męczennik, święty katolicki (zm. 1856)
  - Agnieszka Cao Guiying, chińska męczennica, święta katolicka (zm. 1856)
  - Paweł Liu Jinde, chiński męczennik, święty katolicki (zm. 1900)
  - Piotr Yi Myŏng-sŏ, koreański męczennik, święty katolicki (zm. 1866)

## Zmarli
- 1 stycznia – Stefano Antonio Morcelli, włoski epigrafik i jezuita (ur. 1737)
- 4 stycznia – Elżbieta Seton, założycielka Sióstr Miłosierdzia im. św. Józefa, święta katolicka, pierwsza rodzima obywatelka Stanów Zjednoczonych, która została kanonizowana (ur. 1774)
- 25 stycznia – Maciej Kamieński, kompozytor, twórca  polskiej opery Nędza uszczęśliwiona, której premiera odbyła się w Warszawie 11 lipca 1778 roku (ur. 1734)
- 3 lutego – Jan Leon Kozietulski, polski wojskowy, pułkownik wojsk polskich (ur. 1771)
- 23 lutego – John Keats, poeta angielski (ur. 1795)
- 20 kwietnia – Franz Karl Achard, chemik, fizyk i biolog, odkrył metodę produkcji cukru z buraków (ur. 1753)
- 5 maja – Napoleon Bonaparte, Cesarz Francuzów, w Longwood na wyspie Św. Helenie (ur. 1769)
- 10 września – Franciszek Zabłocki, polski komediopisarz i poeta (ur. 1752)
- 14 września – Stanisław Kostka Potocki, polski magnat, polityk, publicysta, kolekcjoner i mecenas sztuki (ur. 1755)

## Święta ruchome
- Tłusty czwartek: 1 marca
- Ostatki: 6 marca
- Popielec: 7 marca
- Niedziela Palmowa: 15 kwietnia
- Wielki Czwartek: 19 kwietnia
- Wielki Piątek: 20 kwietnia
- Wielka Sobota: 21 kwietnia
- Wielkanoc: 22 kwietnia
- Poniedziałek Wielkanocny: 23 kwietnia
- Wniebowstąpienie Pańskie: 31 maja
- Zesłanie Ducha Świętego: 10 czerwca
- Boże Ciało: 21 czerwca